# Katódlumineszcencia
A katódlumineszcencia egy optikai és elektromos jelenség, mely például akkor lép fel, ha egy elektronágyú (például egy katódsugárcső) elektronsugarat generál, és ezek a nagy sebességű, nagy energiájú elektronsugarak becsapódnak egy lumineszkáló felületbe, például a foszforba. A becsapódó elektronok látható fény kibocsátására késztetik az anyagot.A katódlumineszcencia alkalmazásainak legismertebb példája a televízió képernyője.
A geológiában, az ásványtanban és az anyagtudományokban pásztázó elektronmikroszkópot használnak speciális optikai érzékelővel, vagy optikai katódlumineszcens mikroszkópot, mellyel félvezetők, kőzetek, kerámiák, üvegek stb. belső szerkezetét vizsgálják.

## Mechanizmusa
A katódlumineszcencia esetén nagy energiájú elektronsugár ütközik félvezetővel, és ez azt eredményezi, hogy az elektron a tiltott sávot átlépve a vegyértéksávból a vezetési sávba ugrik, maga után egy elektronlyukat hagyva. Amikor az elektronok és a lyukak rekombinálódnak, a folyamat hatására foton keletkezik és sugárzódik ki.
Az anyagtól, annak tisztaságától (szennyezettségétől) függ a foton energiája.

## Alkalmazása
A katódlumineszcencia technikáját optikai és elektronmikroszkópoknál alkalmazzák a megfelelő kiegészítő elemekkel. Ezzel lehetővé válik nemfémes anyagok optikai tulajdonságainak a vizsgálata. Az anyagtudományokban és a félvezetőiparban katódlumineszcenciát többnyire a pásztázó elektronmikroszkópnál és a transzmissziós elektronmikroszkópoknál használnak.

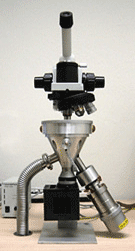
Katódlumineszcens mikroszkóp

Ezeknél a műszereknél az erősen fókuszált elektronsugár ütközik a mintával, és a kijelölt helyről fénykibocsátást indukál. Ezt a fényt egy optikai rendszerrel (például elliptikus tükörrel) összegyűjtik. Ezután egy száloptikai  vezetékkel kivezetik a fényt a mikroszkópból, szeparálják egy monokromátorral és érzékelik egy fotoelektron-sokszorozóval. Egy kijelölt területet a mikroszkóp sugara végigpásztáz, majd a keletkező fényt érzékelik és feltérképezik pontról pontra. Ezzel a vizsgált minta jellemzőinek a paraméterei rendelkezésre állnak. Ezzel a módszerrel 1 nanoszekundumos felbontást is el lehet érni.
A vizsgált terület teljes spektrumának mérésénél a fotoelektron-sokszorozót kiváltották CCD-kamerával.
Az optikai tulajdonságokból következtetni lehet a megfigyelt minta szerkezeti tulajdonságaira. Ezek a korszerű technikák alkalmasak arra, hogy a félvezetők egészen finom struktúráját felfedjék a kvantummechanikai szinten is. Másrészt ahogy a képességek nőnek, úgy egyre drágábbak ezek a műszerek, azaz ezeknek a berendezéseknek már igen magas az áruk.
A GaAs- vagy GaN-alapú félvezetőket a legkönnyebb vizsgálni ezzel a módszerrel; a szilíciumalapú félvezetőknél gyengébb a fényemittálás, de még jól lehet analizálni.
A diszlokációval rendelkező szilícium lumineszkálása különbözik a tiszta szilícium lumineszkálásátol, ezért igen jól fel lehet térképezni a hiányosságokat az integrált áramköröknél.
Egy elektronmikroszkóp katódlumineszkáló detektorral kiegészítve jóval nagyobb felbontást ad, de jóval bonyolultabb és drágább berendezés, mint egy egyszerűen használható optikai katódlumineszcens mikroszkóp, mely szemmel is látható, azonnal kiértékelhető színes képeket mutat.